# بنجي جويا
بنجي جويا (بالإسبانية: Benjamín Joya)‏ (22 سبتمبر 1993 بسان خوسيه في الولايات المتحدة - ) هو لاعب كرة قدم مكسيكي في مركز الوسط. شارك مع منتخب الولايات المتحدة تحت 20 سنة لكرة القدم ومنتخب الولايات المتحدة تحت 23 سنة لكرة القدم. أما مع النوادي، فقد لعب مع سانتوس لاغونا وشيكاغو فاير ونادي نيكاكسا.

## روابط خارجية
- بنجي جويا على موقع الدوري الأمريكي (الإنجليزية)
- بنجي جويا على موقع قاعدة بيانات كرة القدم.إي يو (الإنجليزية)
- بنجي جويا على موقع Soccerway.com (الإنجليزية)
- بنجي جويا على موقع عالم كرة القدم.نت (الإنجليزية)